# 奇特姆縣 (田納西州)
奇特姆县（英語：Cheatham County）是美國田納西州北部的一個縣。面積795平方公里。根据美國2000年人口普查，共有人口35,912人。縣治阿什蘭市（Ashland City）。
成立於1856年2月28日。縣名紀念路易維爾與納什維爾鐵路主席、州議員埃德溫·S·奇特姆 （Edwin Saunders Cheatham）